# Vojtěch Klimt
Vojtěch Klimt (1973 Praha) je publicista, IT specialista, v letech 1991-2021 byl předsedou Klubu Karla Kryla.

## Život
Narozen v Praze na Štvanici, matka Věra Klimtová, rozená Divišová, výtvarnice a kašérka v Československé a České televizi. Otec Miroslav Klimt, narozen v Karlštejně, ošetřovatel slonů v ZOO Praha, jeho rozsáhlé herbáře jsou uloženy v Botanickém ústavu Univerzity Karlovy v Praze. Prapraděd Václav Blažek velel jedné z hasičských jednotek při hašení pražského Národního divadla. Vzdáleným předkem je jazykovědec Josef Jungmann. Karlštejnská část rodiny vlastnila dnes už neexistující domek u lomu Malá Amerika. Rodina Vojtěcha Klimta bydlela nejprve v Jirečkově ulici na pražské Letné, v roce 1974 se přestěhovala do Veverkovy ulice naproti Veletržnímu paláci, téhož roku Veletržní palác vyhořel. Má syna Jakuba Klimta a dceru Annu Klimtovou.
Vojtěch Klimt navštěvoval základní školu v Umělecké ulici, kde jej hudební výchovu vyučoval pedagog a hudebník Pavel Jurkovič. Na začátku roku 1991 jej Martin Štumpf pověřil vedením Klubu Karla Kryla a klubového občasníku Ječmínek (1991-2001). 2002-2014 byl redaktorem webové stránky Klubu Karla Kryla kryl.kat.cz. Od roku 2014 prezentuje citáty z rozhovorů Karla Kryla na facebookové stránce KKlub. Po roce 1994 spolupracoval na přípravě knih, desek a filmů týkajících se Karla Kryla. V současnosti se rovněž zabývá vyhledáváním a fotografováních zajímavých míst České republiky, z těchto materiálů vznikla kniha pro nakladatelství Computer Press ze skupiny Albatros Media.

### Přijetí díla
- V roce 2020 byla publikace Příběh knihtiskařů Krylových oceněna první výroční cenou Nadace Český literární fond[1]

- Kniha Akorát, že mi zabili tátu se setkala s kladným přijetím kritiky, např. Instinkt č. 48/2006 (Josef Rauvolf), REPORT Music & Style č. 1/2007 (Roman Lipčík), Lidové noviny 13. 1. 2007 (Marta Švagrová), Reflex 3/2007 (Jiří Černý),[2] Katolický týdeník, č. 6/2007 (Jan Paulas),[3] Magazin UNI 05/2007 (Ondřej Bezr)[4]